# Rattengiftverkäufer

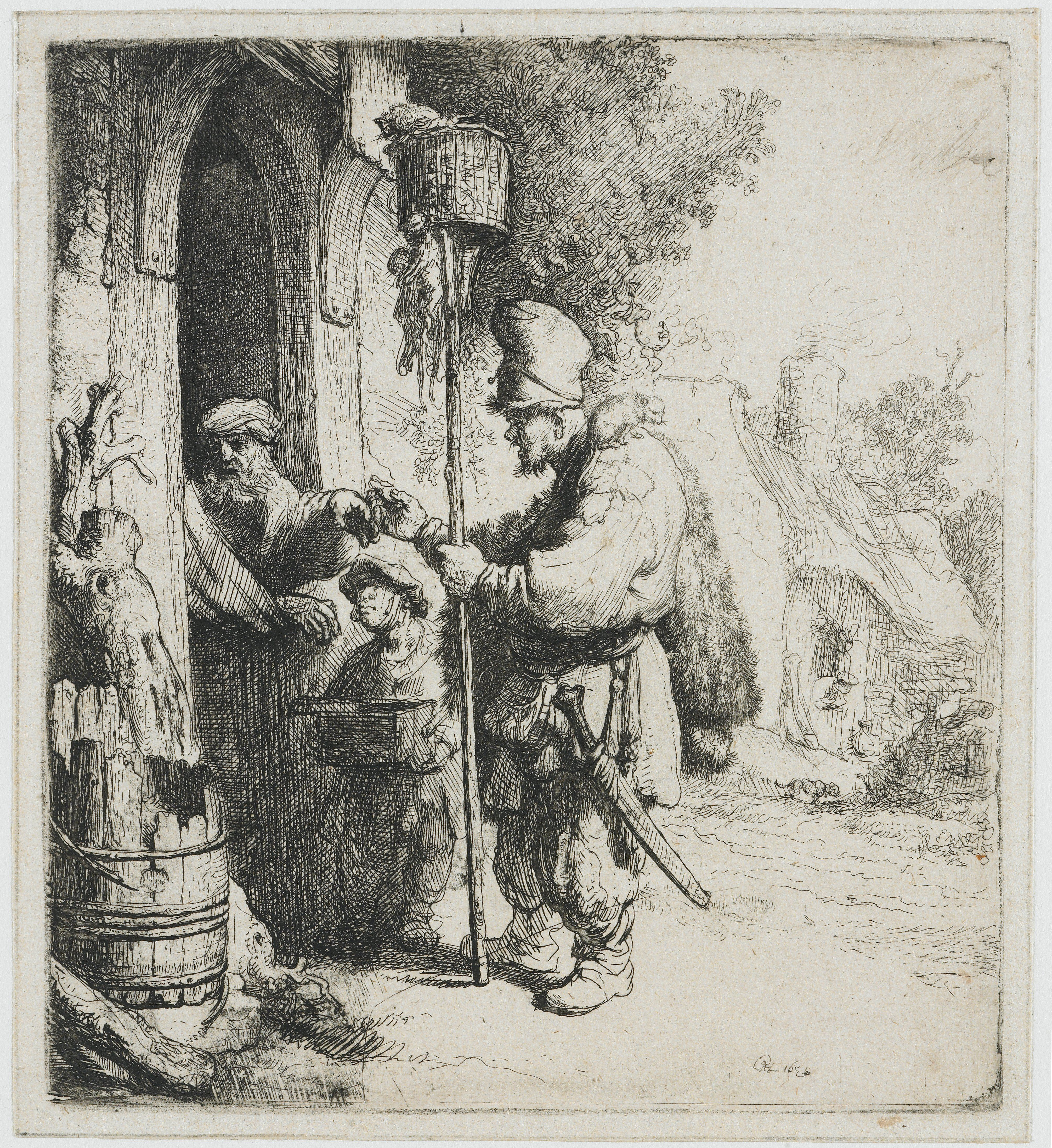
Rembrandt: Der Rattengiftverkäufer, 1636

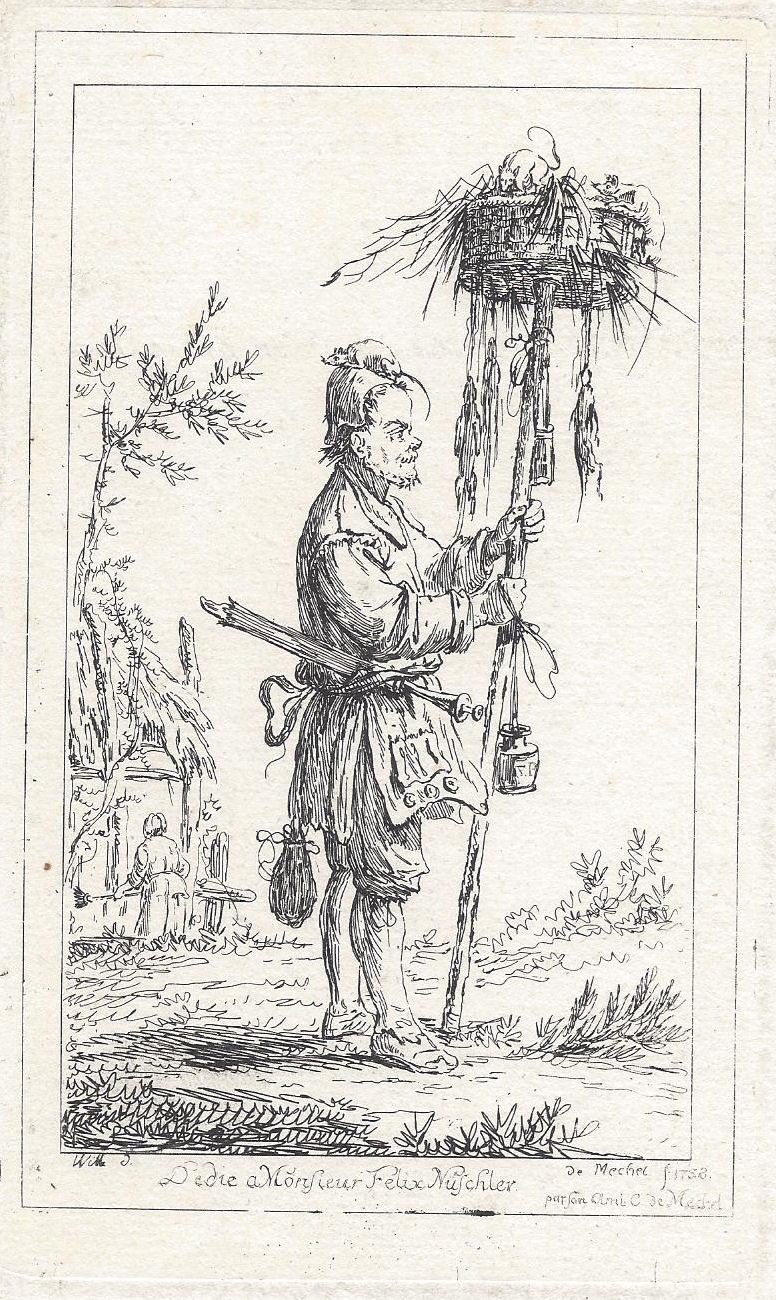
Christian von Mechel: Der Rattengiftverkäufer nach Johann Georg Wille, 1788

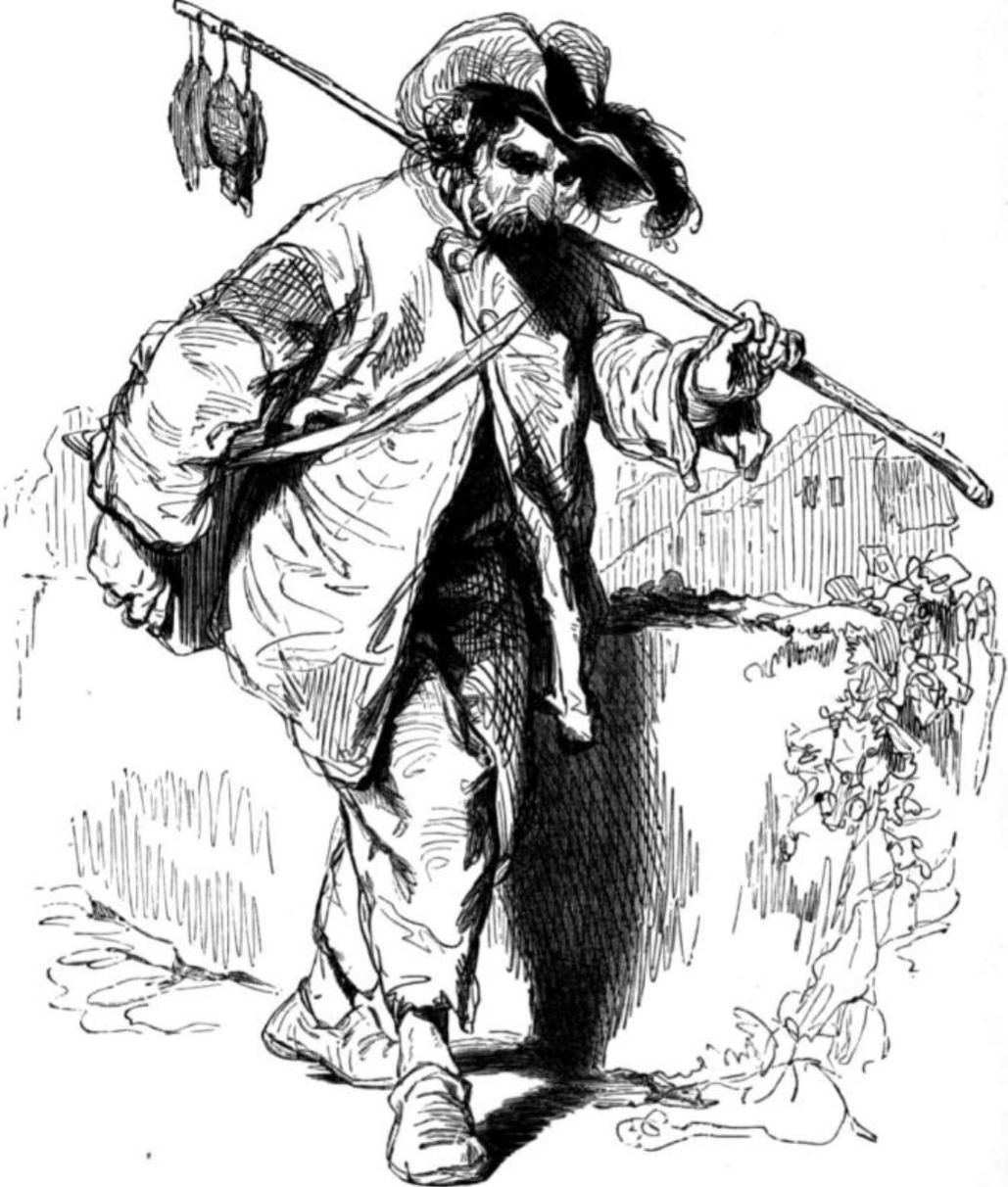
Paul Gavarni: Marchand-mort-aux-rats, um 1850

Rattengiftverkäufer bezeichnet einen historischen ambulanten Händler, der Gift zur Rattenbekämpfung anbot.

## Berufsbild
Die schnellwachsenden schlecht kanalisierten und erschlossenen Städte und Gemeinden boten in der frühen Neuzeit einen immer größer werdenden Lebensraum für Hausratten. Die seit dem Mittelalter mit ihren Schlag- und Würgefallen arbeitenden Rattenfänger waren zu ineffektiv. Ab dem Ende des 16. Jahrhunderts entwickelte sich daher in den niederländischen Städten ein konzessionierter Rattengifthandel. Zahlreiche Druckgrafiken und Genrebilder von der 2. Hälfte des 16. bis Ende des 19. Jahrhunderts zeigen den Stereotyp des Rattengiftverkäufers, der mit einem auf einer Stange befestigten Korb mit toten und lebendigen gezähmten Ratten für seine Giftportionen auf Arsenbasis wirbt. Abbildungen der ambulanten Rattengiftverkäufer kamen im späten 16. Jahrhundert in Italien und seit dem Anfang des 17. Jahrhunderts in den Niederlanden auf. Sie verbreiteten sich von dort nach Deutschland und Frankreich.
Davon unabhängig gibt es auch auf japanischen Holzschnitten aus dem 18. und 19. Jahrhundert Darstellungen von Rattengiftverkäufern.

## Sozialstatus der Rattengiftverkäufer
Die Rattengiftverkäufer standen auf der untersten Stufe der Gesellschaft. Nach den Amsterdamer Stadtverordnungen von 1595 und 1613 waren sie den Bettlern gleichgestellt. Der niedrige soziale Status blieb ihnen bis ins 19. Jahrhundert erhalten.

## Das Ende des Berufsstandes
Auch Giftmorde trugen zur Einschränkung des Angebotes bei. Im Bremen tötete Gesche Gottfried, zwischen 1813 und 1827, nachweislich 15 Menschen mit „Mäusebutter“, die zur Bekämpfung von Ratten und Mäusen gedacht war. Die damals frei verkäufliche Mischung aus zwei Dritteln Butterschmalz und einem Drittel Arsen wurde bis dahin nicht reguliert und war sowohl in Apotheken als auch in Drogerien erhältlich. Anlässlich der Mordserie begann man zunächst in Bremen, mit einer stärkere Regulierung der Abgabemengen und weiteren Auflagen.
Spätestens Ende des 19. Jahrhunderts verschwand der Rattengiftverkäufer von den Straßen Europas, da er sich der Konkurrenz der Gewürzhändler und Drogisten nicht mehr erwehren konnte. Die arsenhaltige Ware kam auch durch die steigende Verwendung als „Erbschaftspulver“ oder „Giftmehl“ zunehmend in Verruf und bedingte eine kontrollierte Abgabe.
In Frankreich wurde am 29. Oktober 1846 eine Arsenikverordnung im Moniteur veröffentlicht. Nach § 9 war arsenhaltiges Rattengift ab diesem Zeitpunkt apothekenpflichtig. Die Abgabe war nur noch an registrierte Käufer mit festem Wohnsitz erlaubt. In der Folge entwickelte die Pharmacie de Paris ein Sicherheitsrattengift, das farblich und geschmacklich den Zusatz zu menschlichen Speisen erschwerte.
Deutsche Reiseberichte von 1864 und wortgleich noch 1872 beschreiben dennoch einen hausierenden Pariser Rattengifthändler, der ein Dutzend toter Ratten und ein Plakat mit der Aufschrift: „Pas de Prison, guerre implacable aux rats“ an einer Stange befestigt hat.

## Rattengiftverkäufer in der bildenden Kunst

### 16. Jahrhundert
Auf einem postum erst 1646 veröffentlichten Kupferstich nach einer Zeichnung Annibale Carraccis begnügten sich italienische Rattengiftverkäufer bei ihrer Produktwerbung mit auf einer Fahne gemalten Ratten.

### 17. Jahrhundert
Eine sehr frühe und aufgrund ihrer Technik bedeutende Darstellung eines Rattengiftverkäufers ist die gleichnamige Radierung von Rembrandt aus dem Jahr 1632. Sie wurde allein im 17. Jahrhundert elf Mal kopiert. Eigenständige Arbeiten fertigten Jan van Vliet, Abraham Bosse, David Teniers der Jüngere und Cornelis Visscher der 1655 einen Amsterdamer und Harlemer Rattengiftverkäufer stach.

### 18. Jahrhundert
Auch im 18. Jahrhundert waren Darstellungen des Rattengiftverkäufers populär, wenn auch die späten Darstellungen möglicherweise nur noch Rembrandt zitieren. Das Thema findet sich unter anderen bei Johann Georg Wille, Johann Georg Trautmann, wiederholt bei Christian Wilhelm Ernst Dietrich, bei Martin Johann Schmidt und zuletzt bei Christian von Mechel, wobei Mechel in seinem schwarzhumorigen Blatt zur Hochzeit von Felix Nüscheler die Vorlage Willes wiedergibt.

### 19. Jahrhundert
Im 19. Jahrhundert taucht der Rattengiftverkäufer nur noch in der Gebrauchsgraphik als Marchand-Mort-aux-rats der lithografierten Kaufrufe oder in Buchillustrationen auf. Gustave Courbet schuf 1867/68 für die Erzählung La Mort de Jeannot : les frais du culte, avec quatre dessins de Gustave Courbet : exposition de Gand de 1868 (1868) die Zeichnung des Rattengiftverkäufers Jeannot, Marchand de Mort-aux-rats. Das Blatt wurde vom 3. Juni bis zum 6. August 1989 in einer Courbest-Ausstellung im Bridgestone Museum of Art, Ishibashi Foundation, Tokyo gezeigt.
Charles-Joseph Traviès veröffentlichte in der Caricature Nr. 213 vom 4. Dezember 1834 die Karikatur des Rattengiftverkäufers in der Politik, den La Mort-aux-rats politiques.